# فاطمه مرنیسی
فاطمه مرنیسی (به فرانسوی: Fatima Mernissi) (زادهٔ ۱۹۴۰ در فاس، مراکش- درگذشتهٔ ۳۰ نوامبر ۲۰۱۵ در رباط، مراکش) فمینیست، فعال حقوق زنان، نویسنده و جامعه‌شناس مراکشی بود.
او علوم سیاسی را در دانشگاه سوربن و سپس دانشگاه براندیس آموخت و از آنجا دکتری گرفت. مطالعات او بیشتر دربارهٔ جامعه‌شناسی، زنان و نقش آنان در اسلام، و فمینیسم اسلامی است. مرنیسی اولین زنی بود که شهامت زیادی برای دست گرفتن موضوع‌هایی که در ارتباط با تفسیر قرآن و متون سنتی اسلامی تابو به حساب می‌آیند نشان داد. نخستین کتاب او به نام آنسوی حجاب یکی از تحلیل‌های کلاسیک از وضعیت زنان در جهان اسلام به‌شمار می‌رود. فاطمه مرنیسی به همراه سوزان سونتاگ، نویسنده و نظریه‌پرداز آمریکایی، در سال ۲۰۰۳ برنده جایزه شاهدخت آستوریاس در شاخه ادبیات شد که به‌طور سالانه توسط بنیاد شاهزاده آستوریاس در اسپانیا اهدا می‌شود. هیئت داوران مرنیسی را «یکی از صداهای فصیح روشنفکری عرب» دانسته و آثار وی را ستایش کرد. چند کتاب از وی به نامهای زنان پرده‌نشین و نخبگان جوشن‌پوش، زنان بر بالهای رؤیا و … در سال ۱۳۸۰ در ایران منتشر شد. اما پس از مدتی به دستور سعید مرتضوی، قاضی وقت، جمع‌آوری شد. فاطمه مرنیسی در ۳۰ نوامبر ۲۰۱۵ (۱۳۹۴/۰۹/۰۹) در سن ۷۵ سالگی در شهر رباط درگذشت.

## آثار
- زنان پرده نشین و نخبگان جوشن پوش؛ ترجمه ملیحه مغازه‌ای این کتاب به دستور سعید مرتضوی جمع‌آوری شد.[۴]
- آن سوی حجاب